# محمد باقري (سياسي)
محمد باقري (بالفارسية: ‌‌محمد باقری). ولد 1971) هو رجل دين  شيعي وسياسي إيراني.
وٌلد في النجف من عائلة أذربيجانية إيرانية. وهو عضو في مجلس الشورى الإسلامي التاسع من ناخبي بوناب. فاز باقري بأغلبية 33,912 (44.76%) من الأصوات.